# تومي ميلون
توماسو أنتوني ميلون ولد في 16 فبراير 1987 هو لاعب بيسبول أمريكي محترف في منظمة سياتل مارينر. لعب سابقًا في دور البيسبول الرئيسي م ل ب لفريق واشنطن ناشيونالز.